# فرودگاه ووژو چانگشودائو
فرودگاه ووژو چانگشودائو (به انگلیسی: Wuzhou Changzhoudao Airport) یک فرودگاه همگانی با کد یاتا WUZ است که یک باند فرود بتن دارد و طول باند آن ۱۸۰۰ متر است. این فرودگاه در کشور چین قرار دارد .

## شرکت‌های هواپیمایی و مقصدهای پروازی
| شرکت‌های هواپیمایی      | مقصدهای پروازی                                          |
| ---------------------- | ------------------------------------------------------- |
| China Express Airlines | چنگچینگ ییانگبی، فوژو چنگل، لانگ‌دونگ‌بائو گوئی‌یانگ، ایوو |